# スタディオン・ボニフィカ
スタディオン・ボニフィカ（スロベニア語: Stadion Bonifika）は、スロベニア・コペルにあるサッカー専用スタジアム。

## 概要
1948年にスタジアムは建設され、周辺の地区名から名前を取ってスタディオン・ボニフィカ (Stadion Bonifika)という名称となった。2010年に大規模な建て替え工事を行い、安全性の観点と適切な規模にするため収容人数を以前までの10,000人から4,100人まで縮小した。
2000年代以降から数年ごとにスロベニア代表のホームスタジアムとして使用されており、2022年時点でこれまで5試合の親善試合が行われた。

## 開催された主なイベント

### サッカー
- 国際試合
  - UEFA U-21欧州選手権2021
  - スロベニア代表の国際Aマッチ5試合

## ギャラリー

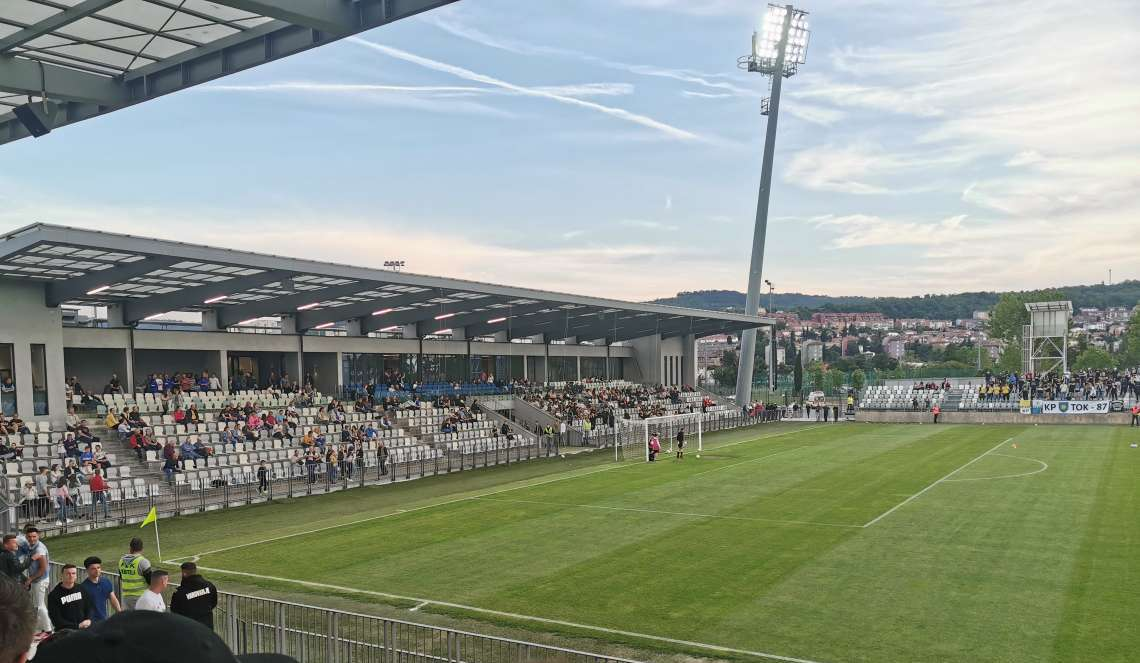
ピッチ
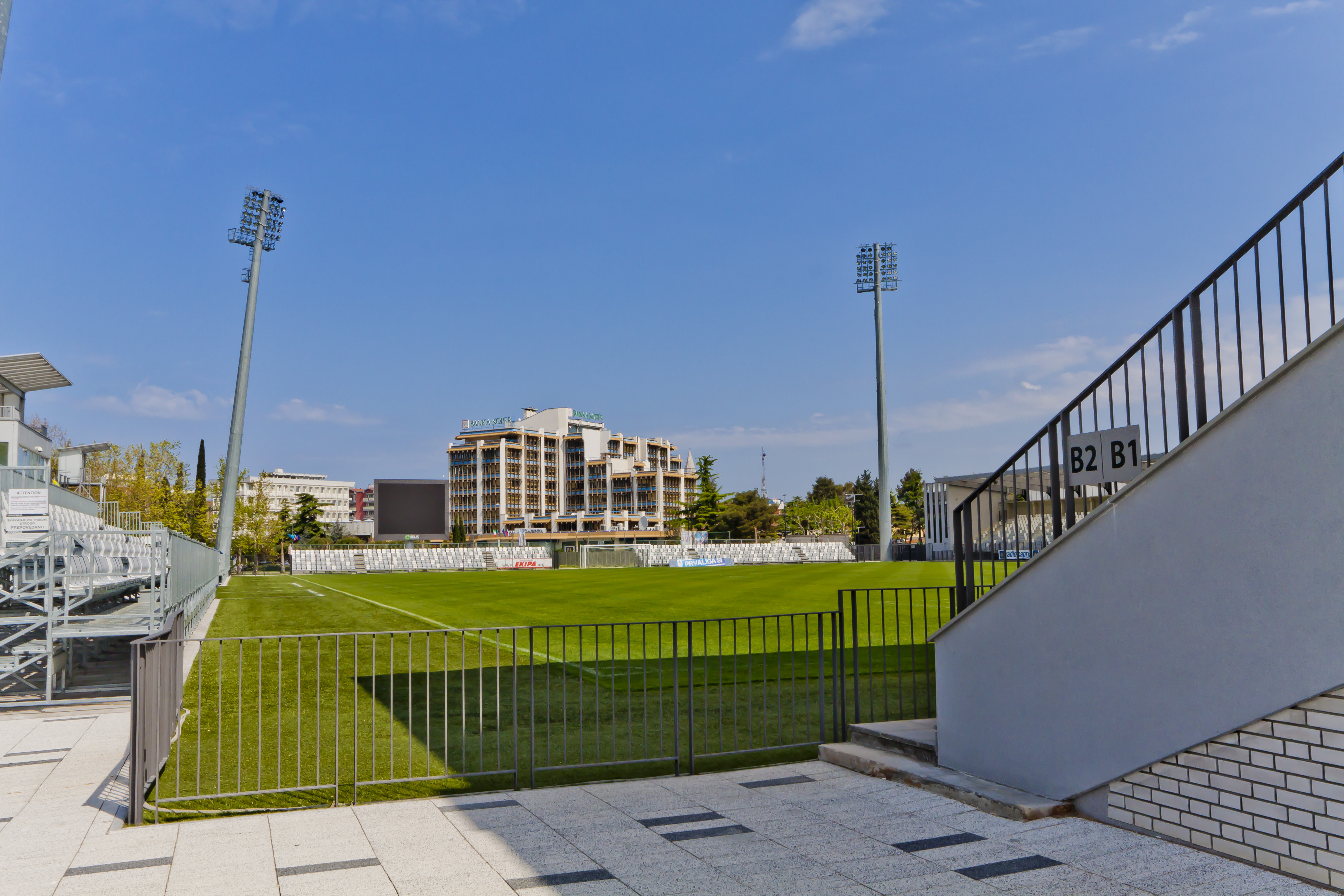
ピッチ